# Новобахмутовка (Новобахмутовский сельсовет)
Новобахму́товка (укр. Новобахмутівка) — село в Покровском районе Донецкой области Украины. 

## Демография
По спискам населённых пунктов Бахмутского уезда в Ново-Бахмутовке числилось:
1897 год – 2 564 жителя (1318 муж. и 1246 жен.);
1908 год –  2 723 жителя (1356 муж. и 1367 жен.).
Население по переписи 2001 года составляло 890 человек.

## История
Время основания Новобахмутовки можно ориентировочно определить по времени устроения в ней Свято-Троицкой церкви.
В Справочной книге Екатеринославской епархии за 1908 год указывается, что в селе Ново-Бахмутовка Скотоватской волости означенная каменно-деревянная церковь была устроена в 1822 году на средства прихожан.
Аналогичное издание за 1913 год относит устроение этой церкви к 1819 году.
Отсюда можно сделать вывод, что само село было основано примерно в 1815 году.
Метрические книги Свято-Троицкой церкви за (1871...1820) годы хранятся в Донецком областном архиве, а их копии имеются в свободном доступе на сайте указанного архива. В этих книгах в начале 1870-х годов жители Новобахмутовки пишутся как «Новобахмутовский Государственный крестьянин…», а позже просто «Села Новобахмутовка крестьянин…».

На Планах Генерального межевания Бахмутского уезда (1830 год) Бахмутовка расположена в Сидоровом овраге безымянного притока речки Скотоватой, что впадает в Кривой Торец.

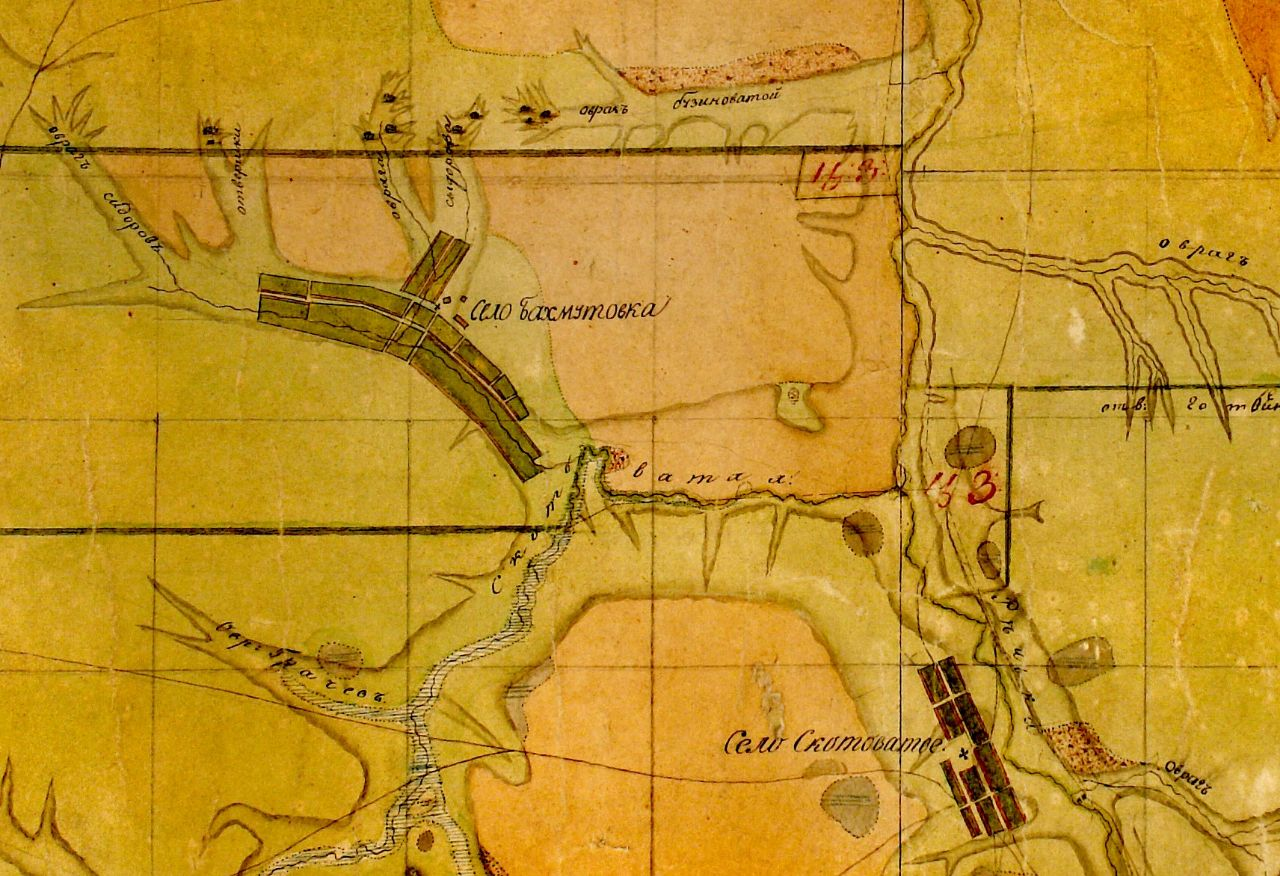
Бахмутовка на карте 1830 года

В Списках населенных пунктов Бахмутского уезда за (1859…1873) годах указано, что казённое село Ново-Бахмутовка (Сидоровка) расположено в 1 (первом) стане Бахмутского уезда, стоит по правую сторону от почтовой дороги из Бахмута в Мариуполь, при ручье Сидоровом, имеет 236 дворов, 807 жителей мужского пола и 867 женского.
На карте Стрельбицкого (1868 год) с. Ново-Бахмутовка имеет 360 дворов.

## Инфраструктура
В селе имеются сельский совет, школа, детский сад, фельдшерско-акушерский пункт, сельский клуб-театр, сельская библиотека, Свято-Троицкая церковь, магазины.